# سیاه‌مگس
سیاه‌مگس (گاهی به نام پشه بوفالو، پشه بوقلمون، یا سفید) یک عضو تیره Simuliidae از راسته Culicomorpha است.